# Kratt (film)
Kratt is een Estische horrorkomedie uit 2020 geregisseerd door Rasmus Merivoo. De film ging op 13 november 2020 in première op het Internationaal filmfestival van Tallinn en ontving positieve recensies. Hij werd ook uitgeroepen tot 'Beste Estse genrefilm op het Haapsalu Horror & Fantasy Film Festival.

## Verhaal
Een groep kinderen worden achtergelaten bij oma thuis zonder hun smartphones en vervelen zich totdat ze instructies vinden voor het maken van een Kratt.